# 假日快速View山梨號列車
假日快速View山梨（日语： Horidē-kaisoku-byū-yamanashi */?）號列車是由東日本旅客鐵道（JR東日本）營運，行走於新宿站至小淵澤站之間的臨時快速列車。此列車為其中一架假日快速列車。
此條目也會同時記述座敷山梨採桃號等，連接關東地方各縣與山梨縣國中地方之間的臨時快速列車群。

## 概要
原本引入215系是為了增加（座位）載客量，而該列車配備了雙層車廂，使旅客有較佳的位置觀看景色。因此，「假日快速View山梨」使用了該車輛行走山梨方向的觀光列車班次。
在過去，「假日快速View山梨」在關東一方曾經延長行駛至千葉站，在中部地方一方也曾經延長行駛至松本站或上諏訪站。在延長至松本或上諏訪時，列車名稱會改為「白樺湖號」。
另外，由於215系沒有耐寒耐雪的特別構造，因此為免列車在冬季行走時發行故障，因此在12月至2月期間會暫停服務。
在2020年11月29日起再沒有開辦「假日快速View山梨」。在翌年2021年，使用車輛215系全數退役。

## 運行概況
主要在每年3月至11月的星期六及假日行走。在運輸日設有1個往返班次。

### 停車站
- 新宿站 - 三鷹站 - 立川站 - 八王子站 - 高尾站 - 相模湖站 - 大月站 - 勝沼葡萄鄉站 - 鹽山站 - 山梨市站 - 石和溫泉站 - 甲府站 - 韮崎站 - 小淵澤站
  - 另外，列車也可能臨時停靠上野原站、甲斐大和站、龍王站、鹽崎站和穴山站。
  - 當列車延長行駛至千葉站時，延長區間的停車站為千葉站 - 津田沼站 - 船橋站 - 市川站 - 錦糸町站 - 新宿站。

## 使用車輛
「假日快速View山梨」使用國府津車輛中心所屬的215系電動列車。以10卡編成行走。車廂編號方面與其他中央東線的定期列車相反，靠近新宿一方的車頭是10號車廂，靠近小淵澤一方的車頭是1號車廂。

## 歷史
- 1993年（平成5年）：開設行走於東京站至小淵澤站之間的「假日快速View山梨」。
- 2002年（平成14年）：隨著215系電動列車開始行走湘南新宿線，「假日快速View山梨」由東京到發改為新宿到發。
- 2007年（平成19年）：部分日子的「假日快速View山梨」延長至千葉到發。
- 2020年（令和2年）- 受到新冠疫情影響，當年的運輸日數大幅減少（只於9月19日至11月29日之間，共25日）。
  - 11月29日 - 當日開出最後一班「假日快速View山梨」後，再沒有開辦相關列車班次。

## 座敷山梨採桃號、座敷採桃號
「座敷山梨採桃號」和「座敷採桃號」是在7月採摘桃的時期行走。在其他時期會以「座敷山梨櫻桃號·座敷櫻桃號」（約6月）和「座敷山梨採葡萄號·座敷採葡萄號」（約9月）的名義行走。在東京一方的到發站為千葉站、大宮站或川崎站，在山梨一方的到發站固定為甲府站。在2022年6月曾經開設「座敷山梨享受號」，7月曾經開設「座敷 新宿·甲斐國號」、「座敷 千葉·甲斐國號」和「座敷 大宮·甲斐國號」。

### 使用車輛
上述班次使用485系改裝的愉快列車「華」。

## 座敷桃源鄉全景號
座敷桃源鄉全景號是由JR東日本營運，行走於千葉站至小淵澤站之間的臨時快速列車。
在2001年開始行走。在2010年前，列車名為「桃源鄉全景號」。

### 運行概況
主要在每年4月第1、2、3個星期六及假日行走，在運輸日設有1個往返班次。
- 在2013年前，於首都圈一方的到發站為新宿站。
- 在2012年前，於山梨縣一方的到發站為甲府站。
- 在2009年晚上曾經開設「座敷Night View桃源鄉號」[3]。

### 使用車輛
上述班次使用485系改裝的愉快列車「華」。
在2001年曾經使用165系「全景特快阿爾卑斯」。

### 停車站
- 千葉站 - 津田沼站 - 船橋站 - 錦糸町站 - 新宿站 - 三鷹站 - 立川站 - 八王子站 - 勝沼葡萄鄉站 - 鹽山站 - 山梨市站 - 石和溫泉站 - 甲府站 - 韮崎站 -（新府站）-（穴山站）- 小淵澤站
  - 只有下行列車停靠新府站和穴山站。

## 成田山初詣山梨號
「成田山初詣山梨號」是由JR東日本營運，行走於成田站至小淵澤站之間的臨時快速列車。為「成田山初詣號」列車系列之一。
在2023年1月曾經開設特急「早春成田山山梨號」。

### 運行概況
- 主要在每年1月第一個星期日行走，設有1個往返班次[5]。
- 在2019年，當年在1月的第二個星期日行走，設有1個往返班次[6]。

### 使用車輛
上述班次使用大宮綜合車輛中心所屬的E257系5000番台，以9卡編成行走。

### 停車站
- 成田站 - 三鷹站 - 國分寺站 - 立川站 - 八王子站 - 高尾站 - 上野原站 - 大月站 - 鹽山站 - 山梨市站 - 石和溫泉站 - 甲府站 - 龍王站 - 韮崎站 - 小淵澤站
  - 在成田站至三鷹站之間沒有停車站。

## 注腳
1. ↑  「JTB時間表」2019年6月號（JTB出版）
2. ↑   (PDF) (新闻稿). 東日本旅客鉄道千葉支社. 2018-01-19  [2018-05-27]. （原始内容存档 (PDF)于2023-04-17） （日语）.
3. ↑  山梨方面春の臨時列車情報 （页面存档备份，存于）（日語） 東日本旅客鐵道（2021年10月27日參閱）
4. ↑   (PDF) (新闻稿). 東日本旅客鉄道. 2022-10-21  [2022-10-23]. （原始内容存档 (PDF)于2022-12-20） （日语）.
5. ↑   (PDF) (新闻稿). 東日本旅客鉄道八王子支社. 2017-10-20  [2018-05-27]. （原始内容存档 (PDF)于2023-04-16） （日语）.
6. ↑   (PDF) (新闻稿). 東日本旅客鉄道八王子支社. 2018-10-19  [2018-10-21]. （原始内容存档 (PDF)于2021-09-19） （日语）.